# Le Mayet-de-Montagne
Le Mayet-de-Montagne é uma comuna francesa na região administrativa de Auvérnia-Ródano-Alpes, no departamento Allier. Estende-se por uma área de 29,25 km². Em 2010 a comuna tinha 1 468 habitantes (densidade: 50,2 hab./km²).